# Élections nationales monégasques de 2018
Les élections nationales monégasques de 2018 ont lieu le 11 février 2018 afin de renouveler les 24 membres du Conseil national de Monaco.
Le scrutin donne lieu a une alternance, la liste Priorité Monaco de Stéphane Valeri remportant 21 des 24 sièges avec plus de 57 % des voix,.

## Mode de scrutin
Le Conseil national est le parlement monocaméral de Monaco. Il est composé de 24 sièges dont les membres sont élus pour cinq ans selon un mode de scrutin mixte dans une unique circonscription nationale. Seize sièges sont répartis au scrutin plurinominal majoritaire, les seize candidats ayant obtenu le plus de voix étant élus, tandis que les huit restants le sont au scrutin proportionnel plurinominal avec un seuil électoral de 5 % et la possibilité d’effectuer un panachage.

## Conditions de candidature
Sont éligibles les électeurs âgés d'au moins 25 ans et ayant la nationalité monégasque depuis au moins cinq ans. Le cumul des mandats avec le conseil communal de Monaco est autorisé.

## Campagne
Pour la première fois dans l'histoire politique de Monaco, un débat public organisé par l'hebdomadaire Monaco Hebdo et le mensuel L’Obs’ de Monaco, avec l’appui de Radio Monaco, oppose deux têtes de liste sur trois, Jean-Louis Grinda (Union Monégasque) et Stéphane Valeri (Priorité Monaco). Il est diffusé en direct sur Radio Monaco, et en streaming.

## Résultats
Chaque électeur étant doté de plusieurs voix, le total de ces dernières est largement supérieur au total des inscrits. La liste Priorité Monaco remporte l'intégralité des sièges à pourvoir au scrutin majoritaire, et cinq des huit à pourvoir à la proportionnelle.
|                          |                          |         |       |       |        |               |  |  |  |
| Partis                   | Partis                   | Voix    | %     | +/-   | Sièges | +/-           |  |  |  |
|                          | Priorité Monaco (PM)     | 63 806  | 57,71 | Nv.   | 21     | 21            |  |  |  |
|                          | Horizon Monaco (HM)      | 28 858  | 26,10 | 24,24 | 2      | 18            |  |  |  |
|                          | Union monégasque (UM)    | 17 895  | 16,19 | 22,80 | 1      | 2             |  |  |  |
| Total des voix           | Total des voix           | 110 559 | 100   |       |        |               |  |  |  |
|                          |                          |         |       |       |        |               |  |  |  |
| Votes valides            | Votes valides            | 4 814   | 94,60 |       |        |               |  |  |  |
| Votes invalides          | Votes invalides          | 175     | 3,44  |       |        |               |  |  |  |
| Votes blancs             | Votes blancs             | 100     | 1,96  |       |        |               |  |  |  |
| Total                    | Total                    | 5 089   | 100   | –     | 24     | en stagnation |  |  |  |
| Abstentions              | Abstentions              | 2 156   | 29,76 |       |        |               |  |  |  |
| Inscrits / participation | Inscrits / participation | 7 245   | 70,24 |       |        |               |  |  |  |

## Conseillers élus
| Scrutin               | Conseillers élus                       | Parti | Parti |
| --------------------- | -------------------------------------- | ----- | ----- |
| Scrutin majoritaire   | Stéphane Valeri                        |       | PM    |
| Scrutin majoritaire   | Christophe Robino                      |       | PM    |
| Scrutin majoritaire   | Marc Mourou                            |       | PM    |
| Scrutin majoritaire   | Nathalie Amoratti-Blanc                |       | PM    |
| Scrutin majoritaire   | Thomas Brezzo                          |       | PM    |
| Scrutin majoritaire   | Fabrice Notari                         |       | PM    |
| Scrutin majoritaire   | Pierre van Klaveren                    |       | PM    |
| Scrutin majoritaire   | Guillaume Rose                         |       | PM    |
| Scrutin majoritaire   | Michèle Dittlot                        |       | PM    |
| Scrutin majoritaire   | Corinne Bertani                        |       | PM    |
| Scrutin majoritaire   | José Badia                             |       | PM    |
| Scrutin majoritaire   | Franck Julien                          |       | PM    |
| Scrutin majoritaire   | Pierre Bardy                           |       | PM    |
| Scrutin majoritaire   | Marine Grisoul                         |       | PM    |
| Scrutin majoritaire   | Balthazar Seydoux Fornier de Clausonne |       | PM    |
| Scrutin majoritaire   | Jean-Charles Emmerich                  |       | PM    |
| Scrutin proportionnel | Franck Lobono                          |       | PM    |
| Scrutin proportionnel | Marie-Noëlle Gibelli                   |       | PM    |
| Scrutin proportionnel | Daniel Boeri                           |       | PM    |
| Scrutin proportionnel | Brigitte Boccone-Pagès                 |       | PM    |
| Scrutin proportionnel | Karen Aliprendi De Carvalho            |       | PM    |
| Scrutin proportionnel | Béatrice Fresko Rolfo                  |       | HM    |
| Scrutin proportionnel | Jacques Rit                            |       | HM    |
| Scrutin proportionnel | Jean-Louis Grinda                      |       | UM    |